# Lyndee Janowiak
Lyndee Janowiak (1987) è un'ex sciatrice alpina statunitense.

## Biografia
Originaria di Manistee e attiva in gare FIS dal dicembre del 2002, in Nor-Am Cup la Janowiak esordì il 24 novembre 2003 a Winter Park in slalom speciale, senza completare la gara, conquistò l'unico podio il 5 febbraio 2007 ad Apex in supercombinata (3ª) e prese per l'ultima volta il via il 6 gennaio 2011 a Sunday River in slalom speciale, senza completare la gara. Si ritirò all'inizio della stagione 2011-2012 e la sua ultima gara fu uno slalom speciale FIS disputato a Nub's Nob il 18 dicembre, vinto dalla Janowiak; in carriera non debuttò in Coppa del Mondo né prese parte a rassegne olimpiche o iridate.

## Palmarès

### Nor-Am Cup
- Miglior piazzamento in classifica generale: 17ª nel 2007
- 1 podio:
  - 1 terzo posto

### South American Cup
- Miglior piazzamento in classifica generale: 15ª nel 2005
- 1 podio:
  - 1 secondo posto